# 한세예스24홀딩스
한세예스24홀딩스는 대한민국의 지주회사이다.